# Giovanni Battista Froggio

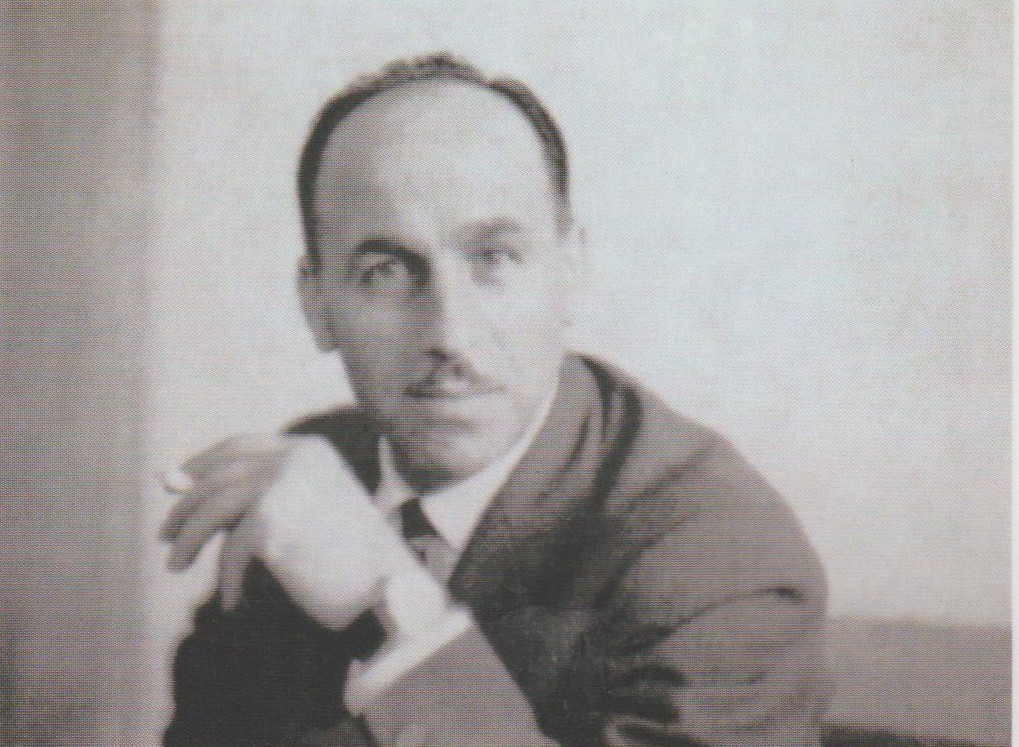
G. Battista Froggio, 1961

G. Battista Froggio (Vibo Valentia, 10 maggio 1917 – Roma, 17 maggio 1986) è stato uno scrittore, poeta e giornalista italiano.

## Biografia
Nasce a Vibo Valentia da un'antica e nobile famiglia calabrese; il padre, Giuseppe, è stato uno dei primi editori calabresi (ha pubblicato opere di Giovan Battista Marzano, Vincenzo Ammirà, Eugenio Scalfari (nonno), Francesco Antonio Ferrari), compie gli studi al Liceo Ginnasio Statale "Michele Morelli" di Vibo Valentia.  Quindi si iscrive alla Facoltà di Magistero della Reale Università di Messina, per laurearsi nel periodo della seconda guerra mondiale in Lettere e Filosofia a l' "Università La Sapienza" di Roma. Inizia la sua attività letteraria molto giovane, ad appena 19 anni pubblica la sua prima raccolta di liriche (Canti della riva). Nello stesso periodo comincia la collaborazione con parecchi quotidiani e riviste regionali e nazionali (Il Corriere della Calabria, La voce di Calabria, Il Carroccio del Sud, Il Tempo ed Il Messaggero di Roma e molti altri). Alla metà degli anni '40 fonda e dirige la rivista di lettere ed arti "La strada". Negli anni '50 si trasferisce da Vibo Valentia a Roma ed entra a far parte dell'Ufficio Stampa della Cassa per il Mezzogiorno, proseguendo nel contempo la sua collaborazione con i quotidiani nazionali e le riviste letterarie. Giornalista professionista, muore a Roma il 17 maggio del 1986. Gli sono stati conferiti moltissimi premi letterari, nazionali ed internazionali (tra i tanti il "Viareggio Shelley", "La Procellaria", il "Premio di Poesia del Consiglio dei Ministri" nel 1972). Le sue poesie, tradotte in alcune lingue straniere ed accolte in numerose antologie scolastiche, hanno destato largo interesse da parte della critica.

## Poetica
Il suo primo interesse poetico è stato per la lirica e per alcuni significativi aspetti dell'anima meridionale. Scriveva Roberto Cervo nel 1951: "La poesia di G. Battista Froggio è calda di sincerità e intensa di suggestive ampiezze, intonata a malinconici motivi di rassegnazione e di fatalità". Ma la poetica di Froggio è densa anche di temi sociali, così come un poeta li può esprimere. In essa si ritrova il dolore della sua Calabria, com'essa era in quegli anni; il tormento per una terra povera, aspra, fatta di "zolle avare". L'angoscia di una terra per la quale nessun Cristo voleva o poteva moltiplicare pani e pesci. Una terra di uomini che avevano però una grande fierezza ed un forte senso di solidarietà. Dal 1970 ha iniziato a pubblicare in dialetto vibonese, con lo pseudonimo F. Gian Bruzio, ponendosi così accanto ad altri grandi poeti dialettali calabresi, primo fra tutti Vincenzo Ammirà per il quale per tutta la vita manterrà gran simpatia e stima.

## Opere
- Canti della riva, Vibo Valentia, La Modernissima, 1937.
- Evanescenze, Catanzaro, Nuovissima, 1940.
- Sonetti a Diotima, Vibo Valentia, La Modernissima, 1947.
- Vegliarono i compagni, Vibo Valentia, La Modernissima, 1947.
- Lamentazioni di un giovane, Vibo Valentia, La Modernissima, 1947.
- Ora intendi, Vibo Valenti, La Modernissima, 1948.
- Lirici greci, Catanzaro, Strada Maestra, 1949.
- Calabria il tuo dolore, Reggio Calabria, La Procellaria, 1955.
- Memoria di paesi, Cittadella di Padova, Rebellato, 1967.
- Cantu accussì pe' jocu, Roma, A.S.I.D.A., 1970.
- Indifeso per memoria, Milano, Todariana, 1977.
- Pigghiativilli ammuzzu, Catanzaro, Antonio Carello Editore, 1984.
- 'A via crucissi, Vibo Valentia, Qualecultura, (uscito postumo a cura del figlio Giacinto nel 2001).

## Attività giornalistica
Accanto all'interesse per la critica poetica e letteraria, cui ha dedicato centinaia di articoli e recensioni, la sua attività giornalistica si è concentrata anche sui temi sociali, riguardanti specificamente il meridione d'Italia. Nel 1961 redige uno dei saggi che ancor'oggi rimane tra i più importanti contributi alla questione meridionale: La Cassa del mezzogiorno per lo sviluppo dell'Italia meridionale, in "Documenti di Vita", 120, pp. 2-58.